# Ключи (Нижнеингашский район)
Ключи — посёлок в Нижнеингашском районе Красноярского края. Входит в состав городского поселения Нижняя Пойма.

## География
Посёлок находится в восточной части края, в пределах таёжной лесорастительной зоны, при железнодорожной линии Красноярск — Тайшет, при автодороге Р255, на расстоянии приблизительно 50 километров (по прямой) к востоку-юго-востоку (ESE) от Нижнего Ингаша, административного центра района. Абсолютная высота — 353 метра над уровнем моря.
Климат
Климат характеризуется как резко континентальный, с продолжительной морозной малоснежной зимой и коротким жарким летом. Зима продолжается в течение 6-7 месяцев. Абсолютный минимум температуры воздуха составляет −51 °C (по данным метеостанции г. Канска). Продолжительность периода с температурой более 10˚С составляет 100—110 дней. Среднегодовое количество атмосферных осадков составляет 484 мм.

## Население
| 2010 |
| ---- |
| 25   |

Половой состав
По данным Всероссийской переписи населения 2010 года в гендерной структуре населения мужчины составляли 52 %, женщины — соответственно 48 %.
Национальный состав
Согласно результатам переписи 2002 года, в национальной структуре населения русские составляли 96 % из 70 чел.